# 凤头鹰雕
，又名鳳冠鷹鵰、多變鷹鵰，是鹰科亞洲鷹鵰屬的一种大型猛禽。

## 形态特征
凤头鹰雕的形态呈多态性，有的有明显的冠羽，有的没有冠羽或者非常不明显，一些种群中存在深色型。大部分下体为白色，散布褐色斑纹；背面暗褐色。

## 亚种
本种一般分为5个亚种：
- 安达曼亚种（Nisaetus cirrhatus andamanensis）：分布于印度安达曼群岛，冠羽很小，比指名亚种颜色更深；
- 锡兰亚种（Nisaetus cirrhatus ceylanensis）：分布于斯里兰卡和印度南部，冠羽比指名亚种略短；
- 指名亚种（Nisaetus cirrhatus cirrhatus）：主要分布于印度次大陆，冠羽长约14厘米；
- 普通亚种（Nisaetus cirrhatus limnaeetus）：分布于喜马拉雅山脉南麓及东南亚地区，是分布最广但与其他亚种差异最大的一个亚种，冠羽退化；
- 范氏亚种（Nisaetus cirrhatus vanheurni）：分布于印度尼西亚西北的锡默卢岛，体型最小的一个亚种，无冠羽。

## 外部連結
- 维基共享资源上的相關多媒體資源：凤头鹰雕
- 維基物種上的相關：凤头鹰雕